# ویلیام سیلوستر سیلکوورت
ویلیام سیلوستر سیلکوورت (انگلیسی: William Sylvester Silkworth; ۲۸ اکتبر ۱۸۸۴ – آوریل ۱۹۷۱) تیرانداز اهل ایالات متحده آمریکا بود.